# BIRDIE WING -Golf Girls' Story-
『BIRDIE WING -Golf Girls' Story-』（バーディーウイング ゴルフ ガールズ ストーリー）は、BN Pictures制作による日本のオリジナルテレビアニメ作品。Season 1は2022年4月から6月までテレビ東京系列ほかにて放送された。Season 2は2023年4月から6月までテレビ東京ほかにて放送された。

## 概要
スラム街にて『賭けゴルフ』をしている主人公の少女イヴと、一流のプロゴルファーを両親に持つ令嬢で『ゴルフ界期待の星』と称される葵を中心に、美少女や美女たちの熱いゴルフ勝負が描かれる。
公式サイトで「世界初、女子ゴルフをテーマとしたオリジナルアニメシリーズ」と宣伝されている通り、女子ゴルフとしては初のアニメシリーズとなる。
ネット上の呼称
冒頭において、主人公が少ないクラブ本数で『賭けゴルフ』をしていることや、主要キャラクター達はそれぞれ必殺技となるショットを持ち、奇想天外なコースやプレイが多いことから、ネット上では『美少女版プロゴルファー猿』などと呼ばれている。
また、主人公の必殺技は『レインボー・バレット』を称していて、『直撃のブルーバレット』や『天空のレッドバレット』 など色にちなんだ技があり、主人公二人のアウトローと天才の令嬢のライバル関係から、SNS等では『令和のスクライド』とも呼ばれている。なお両作品は、脚本は黒田洋介、音楽は中川幸太郎が務めている。
ナフレスについて
なお、作品の舞台となる架空の国家「ナフレス」の名称は本作が初出ではなく、脚本を担当する黒田洋介がかつて『MADLAX』や『極上生徒会』などで用いていたものである。

## あらすじ
プロローグ
ヨーロッパの一国、ナフレスのスラム地域に住んでいる少女 イヴは、一緒に暮らしている仲間達との生活ため、賭けゴルフで稼いでいた。極限の勝負でないと燃えない性格のイヴは、パワフルで豪快な7色の必殺ショット『レインボー・バレット』を武器に、徹底した「攻めのゴルフ」で賭けゴルフに勝利を収めてきた。
そんなある日、イヴは日本から来た天才ゴルファー・天鷲葵と出会う。プロゴルファーの両親から才能を受け継ぎ、プレッシャーとは無縁でゴルフを純粋に楽しむことで相手選手を絶望に突き落とす『無邪気な暴君』と呼ばれる葵だったが、初めて自分と対等に勝負できるイヴに惹かれていく。
序盤
葵との再戦のため、イヴは裏社会を取り仕切るカトリーヌに直談判し、「U15女子世界選手権」最終日に潜り込むことに成功する。試合はイヴと葵の一騎打ちになるものの、アンリによる悪質な妨害行為により葵がパットをミスして、スコア的には引き分けに終わる。
葵の帰国が翌日に迫る中、2人は決着をつけるため、出国前の早朝にコースで会う約束を交わしていた。しかしイヴはカトリーヌの仕切る賭けゴルフに参加することになり、『死神』の異名を持つ地下ゴルファー・ヴィペールと戦うことになる。匂いを用いたヴィベールの策略を見抜いたイヴは勝利を収め、ヴィベールの運転で葵のいるコースへと急ぐが、葵はすでに帰国の途についていた。
日本に帰国した葵のことを忘れられないイヴは、バーの店主クラインからVRゴルフゲームの話を聞く。VR施設からログインした先では、謎のメールでイヴが来ることを知らされた葵が待っていた。仮想現実で勝負をする二人だったが、葵はイヴに「正式な大会で勝負をしたい」と告げる。
中盤
スラムの再開発計画により、イヴたちの住む家が7日後に取り壊されてしまうことが決定した。カトリーヌは、イヴを専属の賭けゴルファーとして雇うことを望んでおり、それに従えば新たな住処を得られる可能性があった。だが、このまま裏社会に関われば、葵との約束は果たせなくなってしまう。ヴィペールと組んだイヴは、勝負に臨む。
勝負の相手は、これまで目をかけてもらっていたローズ・アレオンだった。ローズはイヴと同じ師匠の兄弟子であり、イヴ以上の攻撃的なショットと精度でイヴを圧倒する。劣勢を強いられるイヴであったが、これまで打てなかったスライスショットを放って、絶体絶命の危機を打開する。
一方、強打を連発してしまったローズは「右手の義手」が壊れてしまうが、片腕でも驚異的な飛距離とコントロールで勝負を続行する。イヴは勝負に勝利し、大金により家族たちは新たな生活を送ることになり、マフィアに狙われることになったイヴはナフレスを離れて、葵のいる日本へと向かうことになる。

## 登場人物

### 主要人物
イヴ
声 ‐ 鬼頭明里
本作の主人公。ナフレスのスラム街を拠点に賭けゴルフで生計を立てている少女。プレイスタイルは強気の攻めと言われる。日本人でないだけにキスを躊躇なく行うなど日本人ではやらない感性を持っている。
本名はイヴァンジェリン（Evangeline）で、その愛称が「イヴ」。U15女子世界選手権の最終日に特別招待枠扱いで参加した時は「イヴ・アレオン」の名前でエントリーしていたが、これは参加に便宜を図ったローズの姓を借りた偽名であり、この時点で本姓は不詳であった。ローズ戦後に取得した身分証明は「イヴァンジェリン・F・キミシマ」の名。英語を第一言語としていたが、葵を追って来日した際に流暢な日本語を喋れることが判明した。どこで日本語を習得したのかは本人にも分からず、喋れたイヴ自身が驚いていた。
幼少期の記憶が無く、大怪我をしてスラムで行き倒れていたところをクラインたちに保護された。その際に覚えていたのは「イヴァンジェリン」という自分の名前だけだった。その後、突然現れたレオによりゴルフの技術を叩き込まれるが、その3年後にレオが失踪。それからは仲間たちの生計を立てるために賭けゴルフを始める。
U15女子世界選手権でナフレスを訪れていた天鷲葵と成り行きで勝負することになり、彼女のゴルフに特別な感情を抱く。以降は葵を追いかける形で裏社会から表社会へと戦いの場を移していく。
土地開発の権利を賭けた勝負でローズに勝利したことから逆恨みしたマフィアに狙われることになり、クライン達と揃ってナフレスから脱出。以後は単身で日本に渡り、天鷲葵のいる雷凰女学園に入学することになる。外国人の転入生であることに加え、そのルックスから注目の的となるが、コミュニケーション能力の高さを以って他の女生徒達とも良好な関係を築いている。しかし、全日本高校女子ゴルフダブルス選手権準決勝の終盤で過去の記憶を思い出した際に本名が「イヴァンジェリン・バートン」であると判明し、同時に実父が穂鷹一彦の娘であると自覚した。
使用ボールの識別マークは赤い翼。
天鷲 葵（あまわし あおい）
声 - 瀬戸麻沙美
本作のもう一人の主人公。世界でもトップクラスの大企業、天鷲グループの令嬢。ゴルフ界のサラブレットともいわれる。
天性の才能を持つトップゴルファーでありながら、どんな状況であろうと純粋にゴルフを楽しむその姿は対戦相手にとって脅威でしかなく、「無邪気な暴君」の異名を持つ。
U15女子世界選手権に出場するためナフレスでコースの下見をしていた時にイヴと出会い、ひと目でそのゴルフに魅入られる。
選手権自体は他の選手を圧倒するプレイで優勝を決めるが、最終日のスコアは特別招待枠で参加したイヴと両者一歩も譲らぬ攻防を繰り広げた。互いの健闘を讃え合った葵とイヴは翌日の飛行機の時間まで再戦することを約束したが、この時は果たされず後にVRゴルフのコース上で再開することになる。
ナフレスでイヴと出会って以降、彼女に対して「自分のゴルフに必要な存在」と執着を見せるようになり、イヴからも大切な存在とみなされるようになる。
使用ボールの識別マークはパックマンで、葵は「パッくん」と呼んでいる。
全日本高校女子ゴルフダブルス選手権決勝戦の後、イヴの父親が穂鷹一彦であると知り、一彦が実父ではないことに混乱してしまう。同時に母の世良によって、イヴがナフレスに強制的に帰国させられてしまい、しばしの別れとなった。その後は亜室麗矢が実父ではないかと勘付いているが彼から直接聞いた事で確信した。しかし彼女自身も父である亜室と同じ病を患っていた為に長期の試合が出来ない事が判明した。

### イヴの関係者
リリィ・リップマン
声 - 関根明良
イヴの賭けゴルフのキャディーを務める。ガンプラの収集が趣味だが、ナフレスではなかなか手に入らないため日本に行くのが夢。
クライン・クラーラ
声 - 木下紗華
スラム街でバーを営んでいる女性。自らも苦しい身の上でありながら、イヴや子供達を保護して共に生活している。
スラム街からの脱出後は都会で上品なバーを開店し、子供達も学校に通わせてあげられるようになった。
レオ・ミラフォーデン
声 - 池田秀一
イヴとローズのゴルフの師匠。ある人物に頼まれてイヴに3年間ゴルフを教え、忽然と姿を消した。その理由も自分ではイヴの才能を磨き切れないと判断したからであり、イヴが賭けゴルフをしている間にクラーラの店を訪れたことがある。
ローズに対しては表の世界のゴルフから目先の金欲しさに裏の世界の勝負に負け報いを受け愚かな行為をしたと見限っている。
エリノア・バートン
声 - 皆口裕子
イヴの母。マフィアの家柄であるバートン家を出て1人でイヴを育てた。故人。穂鷹一彦とはゴルフのヨーロッパツアーで出会い、ゴルフ好き同士が相まって恋仲となった。しかし家族旅行の最中で海難事故により、一彦と共に命を落とした。
ミハエル・バートン
声 - 坂詰貴之
エリノアの父。イヴの祖父。バートン家の当主。ヨーロッパ最大のゴルフブランド［アリオス］の創設者で現会長。ナフレス最大の勢力であるマフィア、バートン・ファミリー首領という裏の顔を持つ。
アラン・ハーヴェイ
声 - 牛山茂
バートン家に長年仕える執事。忠誠心が高く、エリノアの素性を知る人物。元裏ゴルフ界の実力者。レオ・ミラフォーデンとは顔見知りである。

### 葵の関係者
新庄 雨音（しんじょう あまね）
声 - 小清水亜美
葵の親友で、専属キャディーを務める少女。心理学、気象学、情報統計学などの知識や、大会出場した際にはコースやライバル選手の詳しいデータを揃えて、葵を完璧にサポートする。
イヴに心酔する葵のことを思い、イヴのことはあまり快く思っていない。
父親は世良の現役時代に専属キャディーを勤め、5年前に亡くなった新庄浩一。従姉に現賞金女王のゴルファーである敷島零華の家族を持つ。
天鷲 世良（あまわし せいら）
声 - 甲斐田裕子
葵の母親で、元プロゴルファー。剛三が言うには娘と同じプレイスタイルで及川が言うには賞金女王だった。実父から引き継いだ天鷲グループを世界的な大企業に成長させた。人生の勝ち組といえる成功からか、自分に自信を持っているほうで娘の才能は「自分の遺伝子の賜物でもある」とも自負している。全日本高校女子ゴルフダブルス選手権決勝戦の後、イヴがマフィアと繋がりがあると知り、表の世界で生きる葵から遠ざけるためにナフレスに強制帰国させた。
穂鷹 一彦 （ほだか かずひこ）
声 - 鳥海浩輔
葵の父親。世界で活躍していたプロゴルファーであった。故人。イヴの師匠であるレオ・ミラフォーデンと対戦し、勝利している。
実はイヴァンジェリンの実父でエリノア・バートンとはヨーロッパのゴルフツアーで知り合い、恋仲となった。イヴが7才になるまでエリノアやイヴとは何らかの理由で会えていなかったが、ナフレスで家族旅行の最中で海難事故によりエリノアと共に命を落とした。
亜室 麗矢（あむろ れいや）
声 - 古谷徹
ゴルフの名門校・雷凰女子学園ゴルフ部の顧問。顧問だけあり部を優勝させるために尽力している。葵を気にかけているが実は葵の実父であり世良と恋仲となる。
日本最高峰の男子プロゴルフトーナメント「アテナジャパンクラシック」最終日にて病に倒れ、試合は棄権を余儀なくされた。イヴの師匠であるレオ・ミラフォーデンと勝負し、破れた過去がある。
天鷲 剛三（あまわし ごうぞう）
声 - 廣田行生
世良の父であり、葵の祖父。天鷲グループの創設者にして前会長。ゴルフブランド［アテナ］の設立者でもある。ブランドを洗練するために「伝説を作ること」にこだわっていた。

### 裏社会の人物
ローズ・アレオン
声 - 行成とあ
ナフレスの裏社会に生きる元ゴルファー。一人称は「俺」。以前からイヴに目をつけており、なにかと世話をしている。かつてレオに師事していた、イヴの兄弟子にあたる。ショットの飛距離や精度もイヴの一歩先をいくパワフルなショット「紅蓮のローズ・バレット」を放つ。過去の所業により右腕が義手である。イヴとの対戦では義手が粉砕してしまい、片腕でプレーを続行せざるを得なくなる。
アンリ
声 - 小見川千明
ローズの部下。パターゴルフで賭けている。ローズを「姉さん」として慕っている。
カトリーヌ
声 - 庄司宇芽香
表向きは不動産王だが、裏ではナフレスの裏社会を取り仕切っている。本人曰く、「若い男にしか興味がない」。
スラム街開発の権利を賭けたゴルフ勝負で敗れ、逆恨みからイヴとローズに刺客を差し向けた。その後はイヴを倒す為にリメルダを召集するが彼女の実力を甘く見ていた事により手を引いた。
ヴィペール
声 - 名塚佳織
賭けゴルフ界では有名な強豪ゴルファーで、“死神”の異名を持つ。再開発計画の利権を巡るマフィア間の争いでイヴとの勝負に敗れた後、意気投合。イヴがローズとの同門対決に挑んだ時にはキャディーを引き受ける。その後は裏ゴルファー界から手を引き記憶が戻ったイヴがバートン家の血縁者だと知り驚愕するが、事実確認した上で情報提供し、陰ながらイブを最後まで応援した。
リメルダ
声 - 井上麻里奈
アメリカ裏ゴルフ界のトップゴルファー。カトリーヌの依頼を受けイヴを倒すべく召集されたが、彼女の戦略は全て見破られ敗北した。しかし、ユーハ・ハミライルの最終戦の直前にイブがマフィアとの関係性をカレン・ラパーナにリークさせた事によって、試合終了後はイブがゴルファーの資格を剥奪、3年間出場禁止の原因を作った。

### 日本のアマチュアゴルファー
雷凰女子学園ゴルフ部
早乙女 イチナ（さおとめ イチナ）
声 - 藤田咲
山梨・雷凰女子学園ゴルフ部・キャディー科の1年生。プロキャディーを目指し、風芝のラインを読む事に優れている。イヴと出会い、彼女の才能に魅了され、専属キャディーになる事を望む様になる。イヴからは「リリィに雰囲気が似ている」と言われている。アメリカに行くために休学する。
神宮寺 絹江（じんぐうじ きぬえ）
声 - 中原麻衣
山梨・雷凰女子学園ゴルフ部の3年生で、部長を務める。学園に来訪したイヴの実力を見る事と、中学時代の実績から増長している遥香の指導を目的に、イヴに遥香との勝負を持ち掛ける。
練習過多がたたり、左肘に上腕骨内側上顆炎（通称・ゴルフ肘）を患っている。
実園 遥香（みその はるか）
声 - 佐藤利奈
山梨・雷凰女子学園ゴルフ部の1年生。1年生の中では実力者であり、中学時代に全国3位になった実績を持っている。部長からレギュラー昇格の試験として学園に来訪したイヴとの勝負を仕向けられるも、彼女の実力に圧倒されて敗北する。イチナのキャディーとしての才能を評価していて自分のキャディーにしたがっていたが、彼女に「自分がキャディーをしても貴女は葵に勝てない」という理由で拒否されている。イヴにイチナの関心を奪われた挙げ句、イヴとの勝負でも彼女からのアドバイスも活かせなかった。
香蘭女子高ゴルフ部
飯島 薫子（いいじま かおるこ）
声 - M・A・O
静岡・香蘭女子高ゴルフ部の主将で、3年生。前年の全日本女子6位。
九葉とダブルスでペアを組んでいる。アプローチを得意とし、驚異的な集中力「イン・ザ・ゾーン」により意図的に五感を制限することでゾーンに入り、驚異的な精度のアプローチを行う。
亜室に頼まれ、後輩の伊勢芝と共にイヴと勝負する。葵にしか興味が無かったイヴに認められる程の実力者。
伊勢芝 九葉（いせしば くよう）
声 - 新井里美
静岡・香蘭女子高ゴルフ部の2年生。ペアの薫子と共に、全国大会の常連。容姿はオレンジ色のツインテール。理想のラインを正確になぞる能力「サーチ・ザ・ライン」により、抜群のパット能力を持っている。
灘南体育女子学園ゴルフ部
姫川 みずほ（ひめかわ みずほ）
声 - 田村ゆかり
高知・灘南体育女子学園ゴルフ部の2年生で、絶対的エース。前年の全日本女子アマで優勝するなど、高校女子ゴルフ界における最強ゴルファー。
及川 楓（おいかわ かえで）
声 - 小林ゆう
高知・灘南体育女子学園ゴルフ部の2年生。ダブルスにおいて、みずほとペアを組んでいる。自信家で勝気な性格。

### その他の人物
クリス・クリスティナ
声 - 米倉希代子
ベテランの女子ツアープロゴルファー。長年にわたってシード件を獲得し続けている実力者であったが、今期ツアーでは怪我のため調子を崩している。第1話の冒頭において、足の怪我のためシード権を失うかという状況であったが、イヴに『自身の替え玉』となってトーナメントに出場させ、後半に猛チャージして4位でフィニッシュするよう依頼していた。
その後、イヴの実力を確かめようと『賭けゴルフ』の代打ちとして仮面で変装してイヴの前に現れたが、イブのレインボー・バレットにより心を打ち抜かれて退散する。
エレーヌ・ロベール
声 - 髙橋ミナミ
ナフレス国内のジュニアゴルフチャンピオン。叔父に請われてイヴと賭けゴルフをすることになったが、イヴのティーショットを見て試合に影響することを悟り、1打も打つことなく棄権する。
伊達 明弘（だて あきひろ）
声 - 咲野俊介
静岡・香蘭女子高校ゴルフ部の顧問。亜室麗矢とは旧知の仲で、スキットルでウイスキーを愛飲している。
シェリス・ケイ
声 - 近藤玲奈
ゴルフブランド［アリオス］の専属ゴルファー。ヨーロッパで女子8位の実力者。バートン会長のお気に入りだったがゴルフ勝負に挑んできたイヴの実力によって完全敗北し、専属ゴルファーを外された。
敷島 零華（しきしま れいか）
声 - 池澤春菜
ゴルフブランド［アテナ］の広告塔にして、専属ゴルファー。日本での女子プロゴルフツアーにおける現賞金女王。新庄雨音のおばに当たる。
アイシャ・カンバッタ
声 - 芹澤優
レオ・ミラフォーデンの愛弟子。直感的なゴルファーで野生味あふれる豪快なプレーで相手を圧倒する。口癖は（アイアイ！）ゴルフ界からは異端者と呼ばれている。
ユーハ・ハミライル
声 - 浅川悠
3年連続で賞金女王となった実力ゴルファー。常に冷静沈着で通称（月の女帝）と呼ばれている。
カレン・ラパーナ
声 - 伊藤静
ユーハのキャディー。専属スタッフと共にユーハを万全の状態でサポートする。

## 作中のテクニック

### イヴの技
イヴは、「レインボー・バレット」と呼ばれる7色のショットを持っている。色がどのような意味を指しているのかについては、作中での説明は特にない。
直撃のブルー・バレット
ドライバーでのティーショットなどで使用。レオから受け継いだ。
同じくドライバーを用いてのティーショットでは「渾身のブルー・バレット」「裂帛のブルー・パレット」も使用される。この内ローズ戦で使用された「裂帛」は、278ヤードの飛距離を記録した。
グリーンへのアイアンの寄せで使用した「連撃のブルー・バレット」も存在する。
天空のレッド・バレット
ロブショット。アイアンで、ピンポイントにグリーンを狙う際に使用。
強欲のグリーン・バレット
パットにて使用する。跳ねさせたりバウンドさせたりするなど、非常に強引なパット。
イチナのアドバイスを受け入れたパットで使用した「信頼のグリーン・バレット」も存在する。
脱出のイエロー・バレット
バンカーショット。ヴィペールの策略を打ち破った。
曲撃のパープル・バレット
VR空間上で葵から習得したスライスショット。ローズ戦で使用。
なお葵色（モーブ）は紫色の一種である。
確信のオレンジ・バレット
意図的にゾーンに入ることで、アプローチの正確性を向上させるショット。いわゆる「旗つつみ」を実行することも可能。
麗矢曰く「一彦だけが打てるショットのはずだ」。
水龍のインジゴ・バレット
コース上のペナルティ・エリア（池）を攻略するために使用した水切りショット。
レインボー・ショット
グリーンへの寄せで使用される、強烈なバックスピンがかかるショット。父親から受け継いだ。

### ローズの技
紅蓮のローズ・バレット
レオから受け継いだドライバーショット。腕に相当な負担がかかる。

### 九葉の技
サーチ・ザ・ライン
パット時のラインを視覚的に捉えることが出来る技。

### 薫子の技
イン・ザ・ゾーン
意図的にゾーンに入ることで、アプローチショットの正確性を向上させる技。イヴ曰く「オレンジを使ってる」。
上位版に「イン・ザ・ゾーン・ディープ」があるが、連続で使用すると精度が狂ってしまう。

## スタッフ
- 企画・原作・制作 - BN Pictures[31]
- 監督 - 稲垣隆行[31]
- シリーズ構成・脚本 - 黒田洋介[31]
- キャラクターデザイン原案 - バンダイナムコスタジオ（石川珠実、森岡ヤスト、高木昌史、木村まゆみ）[31]
- アニメーションキャラクターデザイン - 安食圭[31]
- ゴルフコースデザイン・コンセプトアート・CG監修 - 三沢伸[31]
- プロップデザイン - 平岡雅樹、棚沢隆、佐藤よしひろ、鷲北恭太、マカリア、スプリング
- 色彩設計 - 高谷知恵[31]
- 美術デザイン - 榊枝利行[31]
- 美術監督 - 秋葉みのる、前田慎[31]
- 撮影監督 - 林コージロー[31]
- CGディレクター - 町田政彌（Season 1）→熊野祐介（Season 2）
- 編集 - 坂本久美子[31]、ジェイ・フィルム
- 音響監督 - 髙桑一[31]
- 音響制作 - 可知秀幸、阿部秀平（セイバーリンクス）
- 音楽 - 中川幸太郎、穴沢弘慶
- 音楽制作 - バンダイナムコミュージックライブ
- 音楽プロデューサー - 黒田学、松田隼典
- ゴルフ監修 - 井上透[31]
- スーパーバイザー - 浅沼誠、鵜之澤伸
- 協力 - グローバル ゴルフ メディア グループ[31]、美浦ゴルフ倶楽部
- プロデューサー - 關山晃弘、福田浩平
- 製作 - BN Pictures、テレビ東京

## 主題歌
「Venus Line」
広瀬香美によるSeason 1・Season 2オープニングテーマ。作詞・作曲は広瀬香美、編曲は幕須介人。
「ヨダカ」
月詠みによるSeason 1エンディングテーマ。作詞はユリイ・カノン、作曲はEpoch、編曲は月詠み。
「HONEY DAYS (GONE TOO SOON) 」
LuizaによるSeason 1挿入歌。作詞はChris Mosdell、作曲・編曲は中川幸太郎。
「Take a chance」
illiomoteによるSeason 1挿入歌。作詞・作曲・編曲もilliomote。
「君がいるから」
門脇更紗によるSeason 2エンディングテーマ。作詞・作曲は門脇更紗、編曲は佐伯youthK。

## 製作背景

### 企画の立ち上げ
BN Pictures（以下BNP）のプロデューサー關山晃弘の2022年6月末のインタビューによると、BNP企画営業のアソシエイトプロデューサー乾雄介がゴルフにハマり、その情熱に影響された關山とでオリジナルのゴルフアニメをつくろうという計画が動き出した。最初は『けいおん!』のように女の子が部室でにぎやかに過ごすのが中心でときどきゴルフをするような「ゆるふわ」な路線で進められていた。しかし、社内でゴルフを実際に経験した人間などの意見を聞いていくうちに、バンダイナムコホールディングスの顧問の石川祝男からの「バンダイナムコで創る作品は王道な作品であるべき」という声を受け、現在の路線へと企画修正がなされていく。「ゴルフ」と「女性キャラ」という主題は残しつつ、サンライズやBNPらしさも出そうと關山と乾と当時のBNPの社長とで内容が検討された。
また本作は、BNPと台湾を拠点とするIT企業・HTCとの共同製作作品第1弾と位置づけられている。中心となるアニメーション作品以外にもコンピュータゲーム作品や、HTCが運営するメタバース空間「VIVERSE」でのVRイベント開催など、全世界に向けて多方面での展開が予定されている。

### 脚本・監督の起用
乾と關山たちの希望で、シリーズ構成・脚本には『ガンダムビルドファイターズ』などで知られる黒田洋介が、女の子のかわいさと鋭い切れ味の話を書けるということで選ばれた。また、たとえゆるふわへ向かってもハードボイルドへ向かっても対応できるということで、『ジュエルペットサンシャイン』などで知られる稲垣隆行が監督に選ばれた。当初から期間は2クールと想定されており、現在の視聴者の傾向を考えて舞台や登場人物の配置を変化させて短いスパンで複数のエピソードが展開されていくようにと稲垣や黒田に依頼された。

### 声優の起用
主な視聴者ターゲットとして考えられたのは20 - 30代で、さらに幅広い層を狙うという意向もあった。キャストはその意向が反映されており、主役の2人は鬼頭明里と瀬戸麻沙美という現在勢いのある声優を採用した。2022年3月のインタビューでは、鬼頭は「なかなか無かったテーマなのでアフレコも新鮮」、瀬戸は「ゴルフ経験はないが、作品をきっかけにゴルフに興味が湧いた」という意のコメントを出している。早い段階で決まったのが『機動戦士ガンダム』でのライバル関係で知られる古谷徹と池田秀一だった。黒田の構成案を読んだ關山が、そこに登場した重要な男性キャラ2人には古谷と池田に演じてほしいと思い、主人公たちのオーディションやキャラデザ制作より前に出演依頼をかけていた。これはネタよりも実際にゴルフ経験もあるということが大きな理由で、より仕事への熱を持ってもらえて作品を応援してもらえると見込んでいたからである。古谷は2021年12月のインタビューにて「どこかで聞いたことのある役名には抵抗したが、スタッフの説得に負けた（笑）」という旨の発言をしている。関係者の話では古谷が最も出演者の中でゴルフに熱中しているらしく、「台本を読むのが楽しみ」「しっかりとした監修」だとゴルファーとしても楽しんでいる。その他のキャストは監督の稲垣が中心になって決定していった。

### ゴルフ監修
ジュニアゴルフ選手権の日本代表監督でもあるプロの井上透や他ゴルフ経験者の監修などについては、現実的でない部分を議論するのではなく、物理的におかしくない範囲でのアニメならではの面白さの表現・アイディアを提案してもらったという。井上は2年以上携わり、それに加えてゴルフ用語の修正、スイングや打球音の収録なども担当している。そして、視聴者にゴルフの面白さを感じてもらい、ゴルフをやってみたいという人が増えれば幸いだという旨のコメントで期待を寄せた。

### 影響を受けた作品・オマージュ
イブがショットを打つ際に必殺技を叫ぶのは最初から考えられており、インタビュアーの「あれを聞くと『スクライド』が頭に浮かんじゃって」という発言に対して關山は、視聴者の感情を揺さぶりたいので「『スクライド』のストレイト・クーガーや『機動戦士ガンダム00』のグラハム・エーカーのように登場キャラクターを特徴的にしたい。」などという要望を黒田に話したと返している。
賭けゴルフや必殺技を使用するなどの共通点で「令和の『プロゴルファー猿』」と評価する人がいることについては、それを狙ったわけではないものの、そう言われるのが嫌なわけでなく、それで視聴してもらえるなら嬉しいというコメントを出している。プロデューサー・監督・脚本なども制作段階でその作品を意識しており、あそこまでのファンタジー感までいかないぐらいのリアル感で行こうなどと話し合われていた。
なお、作中にガンプラが出たのは黒田が脚本に書いたことがきっかけになっている。また、第6話の複数の箱の中にある『機動戦士ガンダム0083』のガーベラ・テトラなどや、第12話に登場する『機動戦士Vガンダム』のシャイターンも黒田によってチョイスされたものであるとのこと。葵のボールに『パックマン』が描かれているのも黒田の「何かキャラ付けをしたい」という発言が元になっている。關山は1クール目の時点で2クール目の見どころを聞かれた際には、インタビュアーの挙げた第12話でイチナが『機動戦士ガンダム』から引用したようなセリフ「偉い人にはそれがわからないんすよ」のように、過去作のネタが今後も名前やセリフなどに時折入ってくるので楽しみにしてほしいと語った。

## 各話リスト
| 話数     | サブタイトル                                                | 絵コンテ       | 演出              | 作画監督                                                                    | アクション作監 | 総作画監督        | 初放送日      |          |          |          |          |          |          |          |          |          |          |          |          |          |          |          |          |          |
| Season 1 | Season 1                                                    | Season 1       | Season 1          | Season 1                                                                    | Season 1       | Season 1          | Season 1      | Season 1 | Season 1 | Season 1 | Season 1 | Season 1 | Season 1 | Season 1 | Season 1 | Season 1 | Season 1 | Season 1 | Season 1 | Season 1 | Season 1 | Season 1 | Season 1 | Season 1 |
| -------- | ----------------------------------------------------------- | -------------- | ----------------- | --------------------------------------------------------------------------- | -------------- | ----------------- | ------------- | -------- | -------- | -------- | -------- | -------- | -------- | -------- | -------- | -------- | -------- | -------- | -------- | -------- | -------- | -------- | -------- | -------- |
| #01      | レインボー・バレット                                        | 稲垣隆行       | 稲垣隆行          | 山﨑正和 尾崎正幸 米山浩平                                                  | 菊池晃         | 山﨑正和          | 2022年 4月6日 |          |          |          |          |          |          |          |          |          |          |          |          |          |          |          |          |          |
| #02      | 無邪気な暴君                                                | 稲垣隆行       | 霜鳥孝介          | 久行宏和 加瀬幸治 浦島美紀                                                  | 菊池晃         | 原由美子          | 4月13日       |          |          |          |          |          |          |          |          |          |          |          |          |          |          |          |          |          |
| #03      | 2人だけの試合                                               | 稲垣隆行       | 辻橋綾佳          | 高橋晃 中澤あこ                                                             | 菊池晃         | 高橋晃            | 4月20日       |          |          |          |          |          |          |          |          |          |          |          |          |          |          |          |          |          |
| #04      | 毒蛇                                                        | 稲垣隆行       | 秦義人            | 久行宏和 永田善敬 津幡佳明 奥野浩行                                         | 菊池晃         | 山﨑正和 原由美子 | 4月27日       |          |          |          |          |          |          |          |          |          |          |          |          |          |          |          |          |          |
| #05      | VR                                                          | 稲垣隆行       | 櫛谷健太          | 奥谷周子 橋口隼人 小川玖理周                                                | 菊池晃         | 原由美子          | 5月4日        |          |          |          |          |          |          |          |          |          |          |          |          |          |          |          |          |          |
| #06      | 反逆の狼煙                                                  | 稲垣隆行       | 倉富康平          | 高橋晃                                                                      | -              | 高橋晃            | 5月11日       |          |          |          |          |          |          |          |          |          |          |          |          |          |          |          |          |          |
| #07      | 葵色の弾丸                                                  | 稲垣隆行       | 高林久弥          | 高倉香恵 新田綾子 諏訪可奈恵 高橋晃                                         | 菊池晃         | 橋本誠一          | 5月18日       |          |          |          |          |          |          |          |          |          |          |          |          |          |          |          |          |          |
| #08      | ファイナル・バレット                                        | 稲垣隆行       | 霜鳥孝介          | 尾崎正幸 米山浩平 上野泰寛                                                  | 菊池晃         | 山﨑正和          | 5月25日       |          |          |          |          |          |          |          |          |          |          |          |          |          |          |          |          |          |
| #09      | 早乙女イチナは プロキャディーを目指してる                   | 稲垣隆行       | 中西基樹 辻橋綾佳 | 高橋晃                                                                      | 菊池晃         | 高橋晃            | 6月1日        |          |          |          |          |          |          |          |          |          |          |          |          |          |          |          |          |          |
| #10      | イヴァンジェリンはご立腹                                    | 稲垣隆行       | 日下直義          | 高橋晃 久行宏和 浦島美紀                                                    | 菊池晃         | 橋本誠一 高橋晃   | 6月8日        |          |          |          |          |          |          |          |          |          |          |          |          |          |          |          |          |          |
| #11      | 雑草がどんなに伸びても 太陽には届かない                     | 稲垣隆行       | 小坂春女          | 津幡佳明 奥野浩行 加瀬幸治                                                  | 菊池晃         | 山﨑正和          | 6月15日       |          |          |          |          |          |          |          |          |          |          |          |          |          |          |          |          |          |
| #12      | 葵とイヴで大丈夫？ 開催、ダブルス選手権                     | 辻橋綾佳       | 辻橋綾佳          | 高橋晃 遠藤香                                                               | 菊池晃         | 高橋晃            | 6月22日       |          |          |          |          |          |          |          |          |          |          |          |          |          |          |          |          |          |
| #13      | 女子の部屋割りって 結構大事なことだと思うの                 | 小寺勝之       | 高林久弥          | 久行宏和 浦島美紀 耳浦朋彰                                                  | 菊池晃         | 山﨑正和          | 6月29日       |          |          |          |          |          |          |          |          |          |          |          |          |          |          |          |          |          |
| Season 2 |                                                             |                |                   |                                                                             |                |                   |               |          |          |          |          |          |          |          |          |          |          |          |          |          |          |          |          |          |
| #14      | 少女の記憶の中に眠っている 確かな真実                       | こでらかつゆき | 徐恵眞            | 尾崎正幸 米山浩平 山本真夕子 南原孝衣子                                     | 菊池晃         | -                 | 2023年 4月8日 |          |          |          |          |          |          |          |          |          |          |          |          |          |          |          |          |          |
| #15      | ただゴルフができるということが これほどまでに幸福な理由     | 稲垣隆行       | 霜鳥孝介          | 高橋晃 遠藤香 手島勇人 関鵬 銭進一 鄭峰                                     | 菊池晃         | 高橋晃            | 4月15日       |          |          |          |          |          |          |          |          |          |          |          |          |          |          |          |          |          |
| #16      | 大人のエゴに巻き込まれた 若者たちの二代に渡る数奇な運命     | 稲垣隆行       | 秦義人            | 津幡佳明 奥野浩行 大西陽一 加瀬幸治                                         | 菊池晃         | 橋本誠一          | 4月22日       |          |          |          |          |          |          |          |          |          |          |          |          |          |          |          |          |          |
| #17      | 失った記憶を取り戻した少女は、 故郷に戻って新たな真実を知る | 稲垣隆行       | 日下直義          | 久行宏和 耳浦朋彰 福井麻記 前原薫                                           | 菊池晃         | 山﨑正和          | 4月29日       |          |          |          |          |          |          |          |          |          |          |          |          |          |          |          |          |          |
| #18      | 偽りとの決別                                                | 辻橋綾佳       | 辻橋綾佳          | 高橋晃 遠藤香                                                               | 菊池晃         | 高橋晃            | 5月6日        |          |          |          |          |          |          |          |          |          |          |          |          |          |          |          |          |          |
| #19      | 輝ける翼                                                    | きむら剛       | 小坂春女          | 永田善敬 杉田葉子 幡野雄亮 木下由美子 キム・デジョン パク・ミヒョン         | 菊池晃         | 山﨑正和          | 5月13日       |          |          |          |          |          |          |          |          |          |          |          |          |          |          |          |          |          |
| #20      | 勝利を告げる虹                                              | 稲垣隆行       | 粟井重紀          | 尾崎正幸 米山浩平 浦島美紀 久行宏和 前原薫                                  | 菊池晃         | 尾崎正幸          | 5月20日       |          |          |          |          |          |          |          |          |          |          |          |          |          |          |          |          |          |
| #21      | 虹と弾丸                                                    | こでらかつゆき | 高林久弥          | 高瀬言 柴田知波 西本成司 宮本武史 陳洁琼 銭進一 関鵬                        | 菊池晃         | 高橋晃            | 5月27日       |          |          |          |          |          |          |          |          |          |          |          |          |          |          |          |          |          |
| #22      | オーバー・ザ・レインボー                                    | 霜鳥孝介       | 霜鳥孝介          | しんぼたくろう 耳浦朋彰 福井麻記                                            | 菊池晃         | 浦島美紀          | 6月3日        |          |          |          |          |          |          |          |          |          |          |          |          |          |          |          |          |          |
| #23      | 夢を叶えるために                                            | 稲垣隆行       | 徐恵眞            | 木下由美子 南原孝衣子 杉田葉子 キム・デジョン パク・ミヒョン ソン・ギルヨン | 菊池晃         | 橋本誠一 山﨑正和 | 6月10日       |          |          |          |          |          |          |          |          |          |          |          |          |          |          |          |          |          |
| #24      | 約束                                                        | 稲垣隆行       | 辻橋綾佳          | 高橋晃 遠藤香                                                               | 菊池晃         | 高橋晃            | 6月17日       |          |          |          |          |          |          |          |          |          |          |          |          |          |          |          |          |          |
| #25      | 蘇る約束                                                    | 稲垣隆行       | 稲垣隆行          | しんぼたくろう 尾崎正幸 米山浩平 橋本誠一 山﨑正和 高橋晃                   | 菊池晃         | -                 | 6月24日       |          |          |          |          |          |          |          |          |          |          |          |          |          |          |          |          |          |

## 放送局
| 放送期間                | 放送時間                     | 放送局                            | 対象地域・備考                                              |
| ----------------------- | ---------------------------- | --------------------------------- | ----------------------------------------------------------- |
| 2022年4月6日 - 6月29日  | 水曜 0:00 - 0:30（火曜深夜） | テレビ東京（製作局）ほか系列全6局 | 北海道・関東広域圏・愛知県・ 大阪府・岡山県・香川県・福岡県 |
| 2022年4月29日 - 7月22日 | 金曜 20:30 - 21:00           | AT-X                              | CS放送 / リピート放送あり                                   |
| 全局で字幕放送を実施。  |                              |                                   |                                                             |

インターネットでは、2022年4月6日より毎週水曜12時にバンダイチャンネル、Hulu、dアニメストア、U-NEXT、アニメ放題、FOD、dTV、ひかりTV、Amazon Prime Video、ABEMA、TELASA、auスマートパスプレミアム、J:COMオンデマンド メガパック、milplus、ふらっと動画、GYAO!、ニコニコチャンネル、Google Play、ビデオマーケット、GYAO!ストア、Rakuten TV、DMM.com、music.jp、HAPPY!動画にて順次配信された。
| 放送期間                | 放送時間                     | 放送局     | 対象地域・備考                       |
| ----------------------- | ---------------------------- | ---------- | ------------------------------------ |
| 2023年4月8日 - 6月24日  | 土曜 1:23 - 1:53（金曜深夜） | テレビ東京 | 関東広域圏                           |
| 2023年4月10日 - 6月26日 | 月曜 0:35 - 1:05（日曜深夜） | BSテレ東   | BS/BS4K放送                          |
| 2023年4月19日 - 7月5日  | 水曜 23:30 - 木曜 0:00       | AT-X       | CS放送 / 字幕放送 / リピート放送あり |

## ゲーム

### コンシューマーゲーム
BIRDIE WING -Golf Girls' Story-
2023年6月15日にWOWWOW Technologyより発売。対応機種はNintendo Switch（ダウンロード版のみ）。元々は2022年後半のリリースを予定するとして制作発表されていた。
Nintendo SwitchのコントローラであるJoy‐Conを用いて、ゴルフスイングをジャイロセンサーで検知して操作可能。

### スマートフォンゲーム
BIRDIE WING -Golf Girls' Story- Golf Venus
FINGER INTERNATIONAL TECHNOLOGYより配信予定のiOS/Android向けゲームアプリ。開発は7QUARK。
当初2023年秋の配信を予定していたが、同年12月に延期を発表し以降続報のない状態となっていた。その後2024年9月に期待するクオリティの実現が現状困難であることを理由に配信スケジュールの中止を発表した。

### VRゲーム
詳細未発表だが、制作発表されている。

## 関連作品
- ニニンがシノブ伝ぷらす - 古賀亮一による漫画作品。本作Season 1のBlu-ray BOX発売に伴い、両作品がコラボレーションした2ページの宣伝漫画が公式Twitterアカウントにて公開された[50]。